# Neerheylissem
Neerheylissem (soms geschreven als Neerheilissem) is een dorp in de Belgische provincie Waals-Brabant en een deelgemeente van Hélécine.

## Toponymie
Neerheylissem is een uitbreiding van Heilissem (Frans: Hélécine). Deze Germaanse naam is te reconstrueren als Hailingahaima, dit is "woning van de lieden van Hailo". Het voorvoegsel "neer" wijst op het feit dat het lager gelegen is (cf. buurdorp Opheylissem).

## Geschiedenis
Het dorp lag in het hertogdom Brabant en was verdeeld in verscheidene heerlijkheden die bijna allen in het bezit waren van geestelijke gemeenschappen. Op het einde van de 13de eeuw vergrootte de abdij van Heylissem haar domein aanzienlijk door de aankoop van de gronden die de heer van Goetsenhoven in zijn bezit had te Neerheylissem.
Neerheylissem was van oorsprong een Nederlandstalig dorp. De verfransing zette zich vanaf de 18de eeuw in onder invloed van de Franstalige abten van de abdij. De eerste vermelding van Franstalige kerkdiensten in Neerheylissem was in 1742.
Tot aan de definitieve vaststelling van de taalgrens in 1963 behoorde het dorp tot het arrondissement Leuven. In dat jaar werd Neerheylissem samen met Opheylissem naar het Franstalige arrondissement Nijvel overgeheveld.
Bij de fusiegolf van 1977 werd de gemeente opgeheven en werd de plaats toegevoegd aan de gemeente Hélécine.

## Geografie
Neerheylissem ligt in het noorden van de gemeente Hélécine aan de taalgrens. De dorpskom ligt langs de weg van Linter naar Geldenaken. De N64, de weg van Tienen naar Hannuit loopt door het westelijk deel van de deelgemeente. De Kleine Gete stroomt ten oosten van de dorpskom. Neerheylissem is een landbouwdorp in Droog-Haspengouw met vooral akkerbouw. Ten noordoosten van de dorpskom ligt het gehucht Oudevoort (Frans: Ardevoor) dat verder uitloopt tot in het zuiden van Ezemaal.

## Demografische ontwikkeling
- Bronnen:NIS, Opm:1831 tot en met 1970=volkstellingen, 1976= inwonersaantal op 31 december

## Bezienswaardigheden

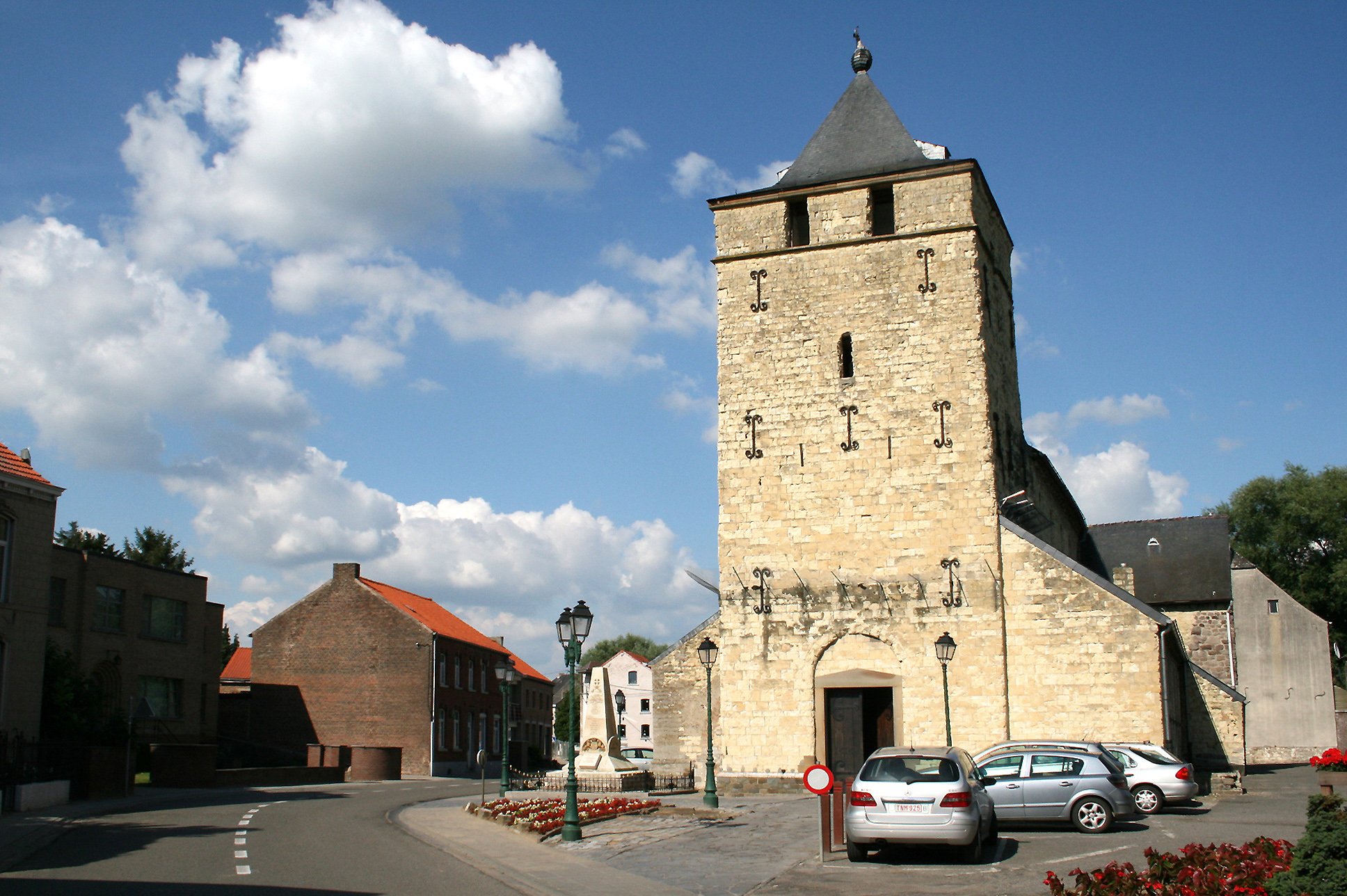
De 12e-eeuwse Sint-Sulpitiuskerk

- De romaanse Sint-Sulpitiuskerk (Église Saint-Sulpice) dateert uit de 12e eeuw. Ze is gebouwd in Lincentsteen en heeft een massieve toren (heropgebouwd in 1608), een driebeukig schip en transepten. De opening naar het koor uit 1762 is voorzien van een gotische triomfboog. Hoewel de Abdij van Heylissem vlakbij was, hing de kerk af van de Abdij van Flône. De kerk werd in 1938 beschermd als monument.
- De holle weg Longa in het noorden van de deelgemeente die in 1983 werd beschermd als landschap.
- De Watermolen van Neerheylissem (Station de Pompage) was een onderslagmolen op de Kleine Gete die in 1893 werd omgebouwd tot een pompstation voor de drinkwatervoorziening van Tienen.
- Het Château de Crimont is een neoclassicistisch bouwwerk uit de 2e helft van de 19e eeuw.

## Natuur en landschap
Neerheylissem ligt aan de taalgrens en aan de Kleine Gete. De hoogte aan de kerk bedraagt 52 meter.

## Evenementen
- In het gehucht Ardevoor wordt het carnaval volgens de Duitse tradities gevierd. Het is de enige plaats in Waals-Brabant waar dit nog gebeurt.

## Nabijgelegen kernen
Ezemaal, Hakendover, Tienen, Goetsenhoven, Opheylissem
Deelgemeenten: Linsmeel · Neerheylissem · Opheylissem

Overige plaats: Hamme

Belgische gemeenten · Arrondissement Nijvel · Waals-Brabant · Wallonië